# Thaumastopeus nigritus
Thaumastopeus nigritus är en skalbaggsart som beskrevs av Frölich 1792. Thaumastopeus nigritus ingår i släktet Thaumastopeus och familjen Cetoniidae. Utöver nominatformen finns också underarten T. n. nigroaeneus.